# Hołod´ky (obwód kijowski)
Hołod´ky (ukr. Голодьки) – wieś na Ukrainie, w obwodzie kijowskim, w rejonie białocerkiewskim, w hromadzie Tetyjów, nad rzeką Rosiszką. W 2001 roku liczyła 774 mieszkańców.
W 1955 roku do wsi przyłączono miejscowość Sytkiwci (ukr. Ситківці).